# Норвуд (Пенсільванія)
Норвуд (англ. Norwood) — місто (англ. borough) в США, в окрузі Делавер штату Пенсільванія. Населення — 5943 особи (2020).

## Географія
Норвуд розташований за координатами 39°53′10″ пн. ш. 75°17′45″ зх. д. / 39.88611° пн. ш. 75.29583° зх. д. (39.885990, -75.295756).  За даними Бюро перепису населення США в 2010 році місто мало площу 2,11 км², з яких 2,01 км² — суходіл та 0,10 км² — водойми.

## Демографія
Згідно з переписом 2010 року, у селищі мешкало 5890 осіб у 2237 домогосподарствах у складі 1502 родин. Густота населення становила 2793 особи/км².  Було 2334 помешкання (1107/км²).
Расовий склад населення:
| - 95,0 % — білих - 2,0 % — азіатів - 1,5 % — чорних або афроамериканців - 0,1 % — корінних американців |

До двох чи більше рас належало 0,9 %. Частка іспаномовних становила 1,4 % від усіх жителів.
За віковим діапазоном населення розподілялося таким чином: 22,1 % — особи молодші 18 років, 66,1 % — особи у віці 18—64 років, 11,8 % — особи у віці 65 років та старші. Медіана віку мешканця становила 39,5 року. На 100 осіб жіночої статі у селищі припадало 97,0 чоловіків;  на 100 жінок у віці від 18 років та старших — 94,9 чоловіків також старших 18 років.
Середній дохід на одне домашнє господарство  становив 75 012 долари США (медіана — 66 698), а середній дохід на одну сім'ю — 83 569 доларів (медіана — 75 801). Медіана доходів становила 52 011 долар для чоловіків та 41 853 долари для жінок. За межею бідності перебувало 7,4 % осіб, у тому числі 8,3 % дітей у віці до 18 років та 0,3 % осіб у віці 65 років та старших.
Цивільне працевлаштоване населення становило 3214 осіб. Основні галузі зайнятості: освіта, охорона здоров'я та соціальна допомога — 23,4 %, роздрібна торгівля — 11,3 %, мистецтво, розваги та відпочинок — 11,0 %.